# Mark Bradshaw (Komponist)
Mark Bradshaw (* 1983 in Sydney) ist ein australischer Komponist.

## Leben
Mark Bradshaw studierte Experimentalmusik an der UNSW Art & Design und besuchte auch die Universität Sydney. Er ist bekannt für seine Kompositionen für Streichquartette, Orchester und Cappellchöre. Er lud für eine seiner Vorstellungen die Filmemacherin Jane Campion ein, die sich von seiner musikalischen Darstellung so begeistert zeigte, und ihn fortan für ihre Filmmusiken engagierte. So komponierte er für ihre Filme 8 und Bright Star sowie für die von ihr konzipierte Fernsehserie Top of the Lake die Musik.
Bradshaw lebt in London. Er war von 2012 an mit dem britischen Schauspieler Ben Whishaw verheiratet. Das Paar lernte sich 2009 während der Dreharbeiten zu dem Film Bright Star kennen. 2022 hat sich das Paar laut Medienberichten getrennt.

## Filmografie (Auswahl)
- 2008: 8
- 2009: Bright Star
- 2011: Resistance
- 2015: Die Wildente (The Daughter)
- 2013–2017: Top of the Lake (Fernsehserie, 13 Folgen)
- 2022: You Won’t Be Alone
- 2023: Bad Behaviour
- 2023: Run Rabbit Run